# Il ritratto di Dorian Gray (film)
Il ritratto di Dorian Gray (The Picture of Dorian Gray) è un film del 1945 diretto da Albert Lewin e tratto dall'omonimo romanzo di Oscar Wilde.

## Trama

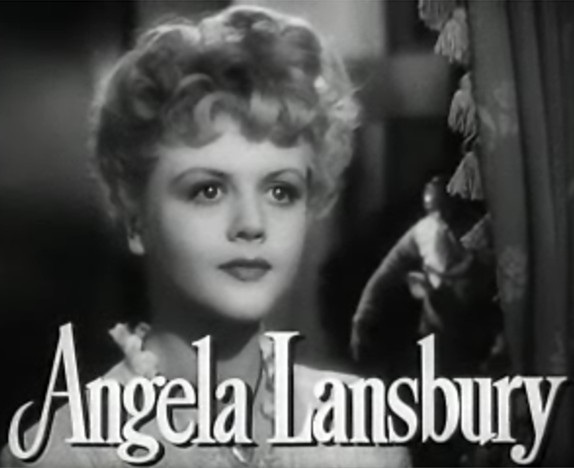
Angela Lansbury: Sibyl Vane

Dorian Gray è bello, giovane e ricco, ma ingenuo e facilmente manipolabile. Questi difetti lo portano nella spirale del peccato e della miseria.
Mentre posa per un dipinto del suo amico Basil, Dorian incontra Lord Henry Wotton, amico del pittore. Wotton è cinico e spiritoso, e dice a Dorian che l'unica vita degna di essere vissuta è quella dedicata interamente al piacere. Dopo che Lord Henry convince il giovane che la gioventù e la bellezza lo porteranno a tutto ciò che desidera, Dorian esprime il desiderio che il ritratto invecchi al suo posto. Egli fa questa affermazione in presenza di una statua egizia, che si suppone abbia il potere di esaudire i desideri.
Dorian visita una taverna, dove si innamora di una cantante bellissima di nome Sibyl Vane. Vive una storia d'amore con lei (con grande disapprovazione del fratello di Sibyl), e dopo poche settimane i due si fidanzano. Sebbene inizialmente felicissimo, Dorian è ancora una volta persuaso da Lord Henry a perseguire uno stile di vita più edonistico. Dorian invia a Sibyl una lettera offensiva, rompendo il loro rapporto, assieme ad una grossa somma di denaro come “compensazione”.
La mattina seguente Lord Henry informa Dorian che Sibyl Vane si è uccisa la sera prima. Dorian è dapprima scioccato e pieno di sensi di colpa, ma poi diventa indifferente alla maniera di Lord Henry. Egli stupisce Basil andando all'opera subito dopo aver appreso della morte di Sibyl. Tornato a casa, Dorian nota un cambiamento nel ritratto di Basil, che ora è appeso nel suo soggiorno. Nel dipinto, che appare più severo, si nota una prima traccia di crudeltà che spinge Dorian a nasconderlo in soffitta. Da allora inizia una vita dissoluta, dedita esclusivamente al piacere. 

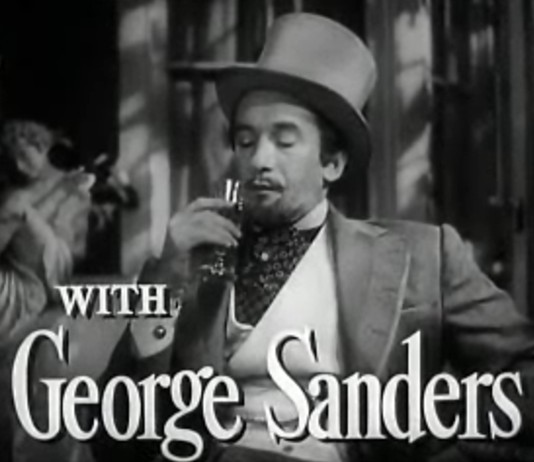
George Sanders: lord Henry Wotton

Anni dopo, Dorian è in procinto di compiere quarant' anni, ma ha lo stesso aspetto di quando ne aveva 22. La gente del paese è impressionata dal suo aspetto immutabile. Nel corso degli anni la figura di Dorian nel dipinto, rimasto rinchiuso in soffitta e nascosto a tutti, ha preso le sembianze di un'orribile creatura demoniaca; il ritratto è infatti diventato lo specchio dell'anima peccaminosa di Dorian. Basil riesce a vedere la sua opera e cerca di far pentire Dorian dei suoi peccati. Tuttavia, preso dal panico, Dorian uccide il suo amico, lasciando il corpo chiuso nella stanza insieme al ritratto, per poi farlo sparire da un amico medico. Il giovane si innamora di Gladys Hallward, nipote di Basil, che ama Dorian da sempre e non sospetta di lui, come invece cominciano a fare anche coloro che una volta gli erano intimi amici. 

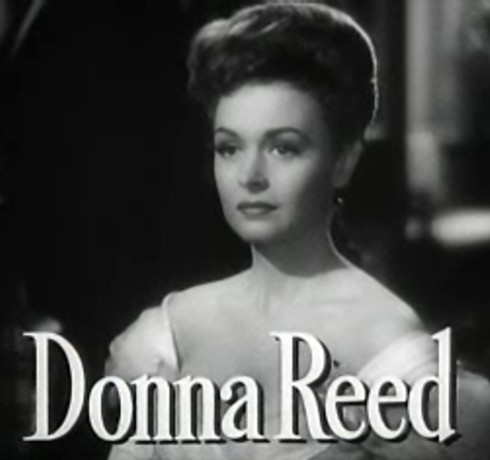
Donna Reed: Gladys

Dorian comincia a rendersi conto del male che sta facendo a sé stesso e agli altri. Egli viene aggredito da James Vane, il fratello di Sibyl, che aveva giurato vendetta per la morte di sua sorella. Dorian dice con calma a James che è troppo giovane per essere lo stesso uomo di diciotto anni prima. Tuttavia James scopre la verità, ma viene ucciso durante una partita di caccia nella tenuta di Gray mentre si nascondeva tra i cespugli. Dorian sa di essere colpevole anche di questa morte, e si rende conto che può ancora risparmiare Gladys dal male che lui certamente le causerebbe. Le lascia una lettera e si reca in soffitta per affrontare il ritratto. Dopo aver accoltellato il dipinto per essere libero del suo malefico incantesimo, Dorian collassa e muore. Il corpo di Gray, ritrovato da Gladys e da Lord Henry, si trasforma in una creatura mostruosa, mentre il ritratto torna ad essere quello di un tempo.

## Produzione
Prodotto dalla Metro-Goldwyn-Mayer, il film venne girato negli studi della Metro Goldwyn Mayer di Culver City (10202 W. Washington Blvd). Le riprese durarono dall'8 marzo 1944 fino al 5 agosto 1944 con un budget stimato in 3.500.000 dollari.

## Distribuzione
Il film incassò negli USA 1.309.000 dollari e nel resto del mondo altri 1.576.000 dollari. Distribuito dalla Metro-Goldwyn-Mayer, fu presentato il primo marzo 1945. Angela Lansbury venne candidata nel 1946 all'Oscar alla miglior attrice non protagonista.

### Date di uscita
- Stai Uniti d'America: 1º marzo 1945 (anteprima)
- Australia: 6 settembre 1945
- Svezia:	4 febbraio 1946
- Finlandia: 18 ottobre 1946
- Francia: 1º giugno 1947
- Danimarca: 20 settembre 1948
- Giappone: 7 maggio 1949
- Germania Ovest: 3 febbraio 1950
- Austria: 24 febbraio 1950

### Titoli
- The Picture of Dorian Gray, Stati Uniti d'America (titolo originale)
- Das Bildnis des Dorian Gray, Austria / Germania (titolo DVD) / Germania Ovest
- Le portrait de Dorian Gray, Belgio (titolo Francese) / Francia
- O Retrato de Dorian Gray, Brasile / Portogallo
- Dorian Gray képe, Ungheria
- Dorian Grayn muotokuva, Finlandia
- Dorian Grays porträtt, Svezia
- El retrato de Dorian Gray, Spagna
- Il ritratto di Dorian Gray, Italia
- To portraito tou Dorian Gray, Grecia

## Riconoscimenti
- 1946 - Premio Oscar
  - Miglior fotografia (bianco e nero)
  - Candidatura Miglior film a Albert Lewin
  - Candidatura Miglior attrice non protagonista a Angela Lansbury
- 1946 - Golden Globe
  - Miglior attrice non protagonista a Angela Lansbury
- 1946 - Festival di Venezia
  - Candidatura Premio della critica internazionale a Albert Lewin